# تكنولوجيا تعلم المعلومات
تكنولوجيا تعلم المعلومات أو ما يسمى بتكنولوجيا المعلومات والتعلم: هو مصطلح يستخدم بشكل اساسي في قطاع التعليم (التربية والتعليم) الإضافي البريطاني والذي يصف طرق استخدام التكنولوجيا لتعزيز التعلم في التعليم.

## استخدام تكنولوجيا المعلومات في التعليم
التطبيقات الممكنة لتكنولوجيا المعلومات والتعلم:
1. استخدام الصوت في عرض تقديمي ثابت بخلاف ذلك: قد تكون هناك صورة في عرض تقديمي (Power point) والتي يمكن النقر عليها في مناطق مختلفة لتقديم تعليق صوتي.
2. استخدام فيديو رقمي أو صور رقمية لانشطة التعلم والتعليم.
3. استخدام VLE لإجراء دورات وأنشطة داخل وخارج المؤوسسة التعليمية (المدرسة\الجامعة)
4. اسخدام اختبارات \ أنشطة تفاعلية إما عبر الإنترنت (اون لاين) أو داخل الفصل الدراسي باستخدام نظام التصويت الإلكتروني المكون من اجهزة تعمل بالأشعة تحت الحمراء وجهاز استقبال أو إرسال.
5. استخدام البودكساتاو ملفات MP3 القابلة للتنزيل الملاحظات الفصل الأول أو مراجعة المحاضرات السابقة.
6. استخدام المستندات التعاونية ضمن بيئة المجموعة (الطلاب).
7. استخدام برامج التخطيط وتتبع الميزانية وإدارة الموارد مثل نظام إدارة التدريب لتبسيط عمليات التدريب في المكتب الخلف.